# Benommenheit
Unter Benommenheit versteht man die leichteste Form einer quantitativen Bewusstseinsstörung.
Der Begriff Quantitative Bewusstseinsstörung bezieht sich in der Medizin auf das Ausmaß an Wachheit (Vigilanz). Bei Benommenheit ist die Klarheit des Bewusstseins erhalten, betroffene Personen reagieren aber verzögert auf ihre Umwelt, das Denken und Handeln ist verlangsamt und auch die Informationsaufnahme und -verarbeitung ist möglicherweise eingeschränkt. Merkfähigkeit, Orientierung und das Urteilsvermögen sind herabgesetzt. Es kommt zu Wortbildungsstörungen.
Bei quantitativ schwereren Formen der Störung des Bewusstseins spricht man von Somnolenz, Sopor und Koma.
Im Unterschied dazu bedeutet Qualitative Bewusstseinsstörung Zustände wie Bewusstseinseinengung und Bewusstseinsverschiebung.

## Ursachen
Eine Benommenheit kann das Symptom unterschiedlicher Gesundheitsstörungen sein. Ursächlich kommen u. a. ein Schädel-Hirn-Trauma, entzündliche Erkrankungen des Gehirns, Vergiftungen durch zentral dämpfende Medikamente, Alkohol oder andere Drogen, Schlafentzug oder Stoffwechselprobleme, z. B. beim Diabetes mellitus, in Frage. Die Behandlung muss sich auf die Beseitigung der zugrundeliegenden Störung ausrichten.